# Dornier 728

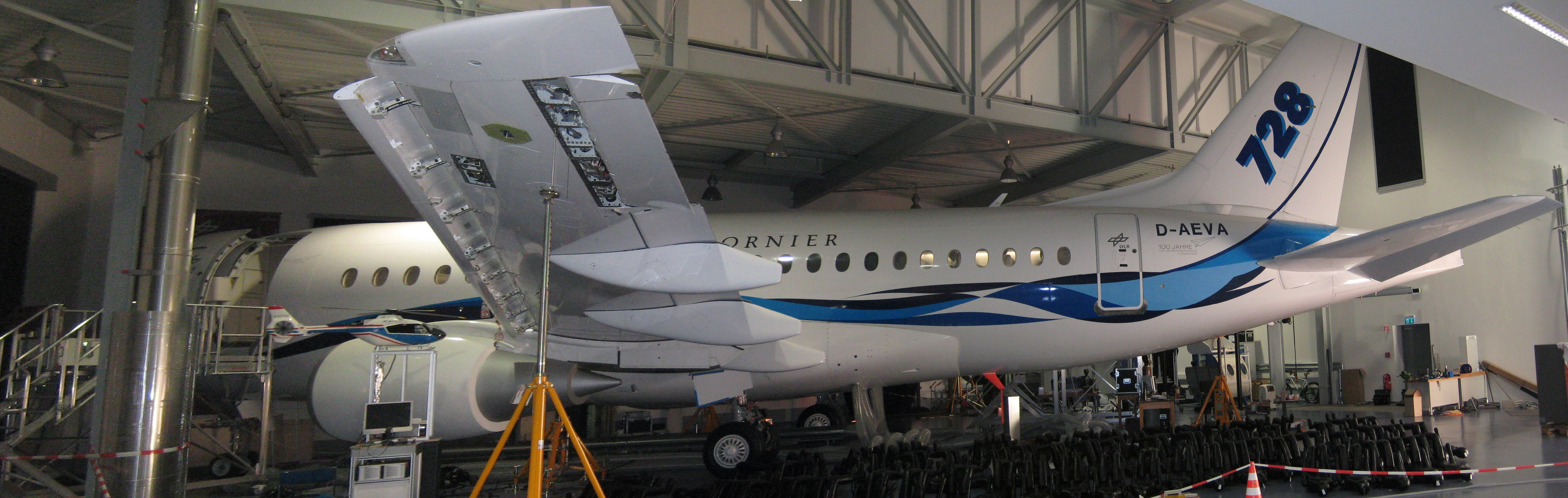
Dornier 728

Dornier 728 var ett tvåmotorigt narrow body flgyplan för kortdistansflyg som har aldrig flugit. Ett plan byggdes, men utvecklingen fick avbrytas några månader innan en prototyp hade gjort sin första flygning. Dornier 728 var konstruerad för 70 till 85 passagerare och var avsedd att konkurrera med modellerna Embraer 170 och Bombardier CRJ700. Uppmärksamhet ägnades åt ett stort tvärsnitt av flygkroppen.